# Lomtjärnen (Los socken, Hälsingland, vid Hyttån)
Lomtjärnen är en sjö i Ljusdals kommun i Hälsingland och ingår i Ljusnans huvudavrinningsområde.